# Strdimilovití

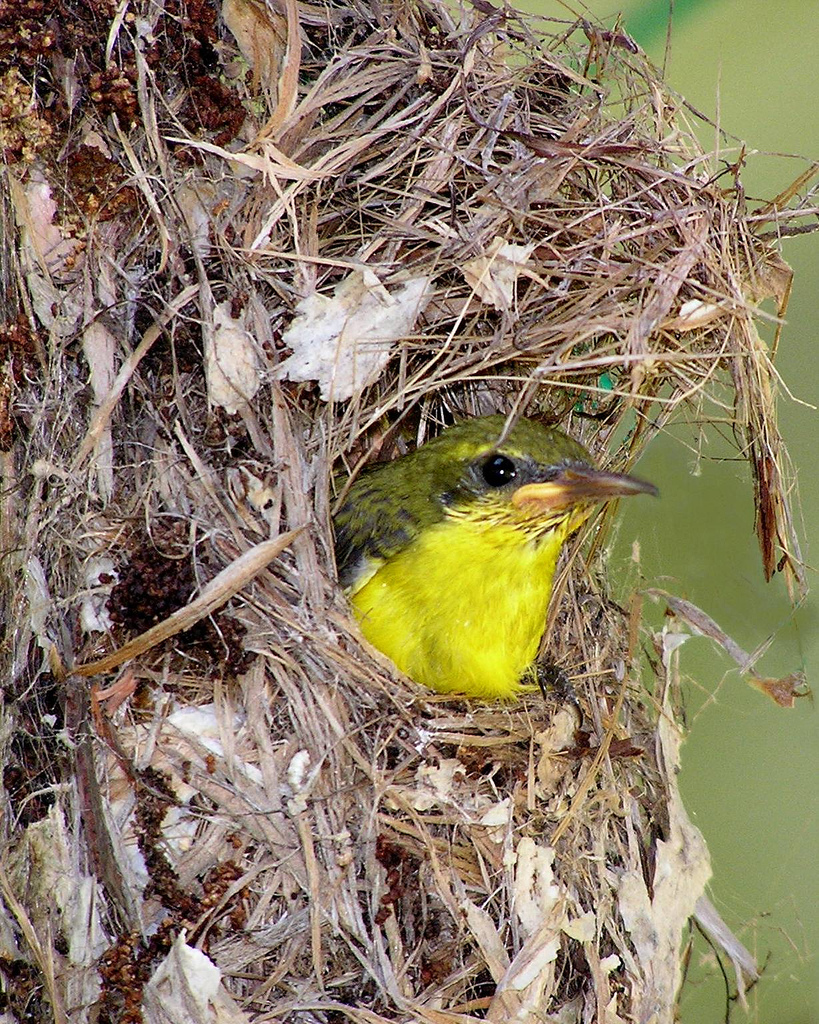
Mládě strdimila olivovohřbetého v hnízdě

Strdimilovití (Nectarinidae) je početná čeleď pěvců čítající na 132 druhů v 15 rodech.
Velikost i hmotnost strdimilovitých je značně variabilní a může se pohybovat od sotva 5 g těžkého strdimila savanového až po 45 g vážícího strdimila brýlového. Stejně jako kolibříci jsou výrazně sexuálně dimorfní, se samci jasných barev. Od samic se samci odlišují i mírně větší velikostí. Společným znakem všech strdimilivitých je poměrně dlouhý, na konci viditelně zahnutý zobák s dlouhým hrubým jazykem přizpůsobeným k požírání nektaru, ačkoli se u některých druhů ve stravě objevují převážně pavouci a hmyz, kterým krmí i svá mláďata.
Strdimilovití obývají tropické oblasti Afriky, Asie a Australasie. V Africe, kde žijí v nejhojnějším počtu, jsou zastoupeni zejména v její subsaharské části a na Madagaskaru, v Asie zasahují podél pobřeží Rudého moře až po Izrael. V Australasii jsou pak zastoupeni na Nové Guineji, severní a východní Austrálii a na Šalomounových ostrovech. Obývají přitom širokou škálu krajin, ale přednostně se vyskytují v tropických deštných lesích, lesech jiného typu, křovinách a v savanách, některé druhy často zasahují také do zahrad, plantáží a na zemědělskou půdu.
Jsou aktivní přes den a vyskytují se v párech nebo rodinných skupinách. Hnízdo připevňují k větvím stromů a kladou do něj až 4 vejce, na jejichž inkubaci se většinou podílí pouze samice. O již vylíhlé potomstvo se však vždy starají oba rodiče společně. Všichni strdimilovití se také stávají častou obětí hnízdního parazitismu.

## Taxonomie
- Čeleď Nectarinidae
  - Rod Chalcoparia (občas slučován s rodem Anthreptes) – 1 druh
  - Rod Deleornis (občas slučován s rodem Anthreptes) – 2 druhy
  - Rod Anthreptes – přibližně 12 druhů
  - Rod Hedydipna (občas slučován s rodem Anthreptes) – 4 druhy
  - Rod Hypogramma – 1 druh
  - Rod Anabathmis (občas slučován s rodem Nectarinia) – 3 druhy
  - Rod Dreptes (občas slučován s rodem Nectarinia) – 1 druh
  - Rod Anthobaphes (občas slučován s rodem Nectarinia) – 1 druh
  - Rod Cyanomitra (občas slučován s rodem Nectarinia) – 8 druhů
  - Rod Chalcomitra (občas slučován s rodem Nectarinia) – 7 druhů
  - Rod Leptocoma (občas slučován s rodem Nectarinia) – 5 druhů
  - Rod Nectarinia – 8 druhů
  - Rod Cinnyris (občas slučován s rodem Nectarinia) – 50 druhů
  - Rod Aethopyga – 18 druhů
  - Rod Arachnothera – 10 nebo 11 druhů